# Andreas Pfeiffer (Filmkomponist)
Andreas Pfeiffer ist ein deutscher Komponist von Filmmusik in Kino, Fernsehen und Streamingproduktionen.

## Werdegang
Andreas Pfeiffer studierte von 2004 bis 2009 Jazzgitarre an der Musikhochschule Franz Liszt in Weimar bei Frank Möbus und Helmut Kagerer. Anschließend absolvierte er von 2014 bis 2017 ein Studium der Filmmusik und des Sounddesigns an der Filmakademie Baden-Württemberg.

## Werk
Pfeiffer komponierte Filmmusik für verschiedene Kurz- und Langfilme sowie Fernsehproduktionen. Zu seinen Projekten zählen unter anderem:
- Blieschow (2019) – Filmmusik, nominiert für den First Steps Award in der Kategorie Kurz- und Animationsfilm.[1]
- A Thin Line (2023) – Musik zur Serie, ausgezeichnet mit dem DAfFNE-Preis der Deutschen Akademie für Fernsehen.[2]
- Wer ohne Schuld ist (2025) – Musik für die Serie von Sabrina Sarabi, präsentiert beim Filmfest München.[3]
- No Dogs Allowed (2024) – Musik zum Film von Steve Bache, Gewinner des Preises für den besten Debütfilm beim Tallinn Black Nights Film Festival und Sonderauszeichnung für Filmmusik beim International Music & Cinema Festival Marseille.[4][5]

### Filmografie
- Wer ohne Schuld ist (Regie: Sabrina Sarabi, ARD Fernsehfilm)
- No Dogs Allowed (Regie: Steve Bache, ZDF Kleines Fernsehspiel)
- Everyone is f*cking crazy (Regie: Luzie Loose, Serie ARD)
- A Thin Line (Regie: Sabrina Sarabi, Damian John Harper, Serie Paramount+)
- Sommer auf 3 Rädern (Regie: Marc Schlegel, Spielfilm ARD/ORF/ARTE)
- Zellenflimmern (Regie: Mahyar Goudarzi, Dokumentation SWR)
- Endjährig (Regie: Willi Kubica, Spielfilm ZDF)
- Schwimmen (Regie: Luzie Loose, Spielfilm SWR)
- Undercover küsst man nicht (Regie: Jan Haering, Spielfilm SAT.1)
- Because We Dreamt Of Flying (Regie: Lilian Loveday Erlinger, Spielfilm)
- Extra Sauce (Regie: Alireza Ghasemi, Kurzfilm)
- Blieschow (Regie: Christoph Sarow, Kurzfilm Animation)
- Der Käpt´n (Regie: Steve Bache, Kurzfilm)
- Good Night, Everybuds (Regie: Benedikt Hummel, Kurzfilm Animation)
- Sara The Dancer (Regie: Tim Ellrich, Kurzfilm)
- Die Nibelungen (Regie: Ina Fister, SWR Dokumentation)
- Die Vertreibung der Elefanten (Regie: Steve Bache, Kurzfilm)
- Das Paket (Regie: Wilke Weermann, Kurzfilm)
- Sabines Nursery (Regie: Manuel Rees, Dokumentation)
- Beyond (Regie: Abini Gold, Dokumentation)
- Problem Solver (Regie: Max Damm, Dokumentation)
- E is for Evolution (Regie: Paul Kussmaul, Kurzfilm Animation)
- Lilith (Regie: Michaela Gote/Philipp Klinger, Kurzfilm Animation)
- Einer der Guten (Regie: Philipp Klinger, Serienpilot)
- Pitter Patter Goes My Heart (Regie: Christoph Rainer, Kurzfilm)
- Out Of the Box (Regie: Carolin Siegner, Kurzfilm)
- Jazzorgie (Regie: Irina Rubina, Kurzfilm Animation)
- Rio 582 (Regie: Pedro Dannemann, Kurzfilm Animation)

## Auszeichnungen
- 2019: Nominierung beim First Steps Award in der Kategorie Kurz- und Animationsfilm für Blieschow.[1]
- 2023: Deutscher Akademie für Fernsehen (DAfFNE) Preis in der Kategorie Musik für A Thin Line.[2]
- 2025: Sonderauszeichnung für Filmmusik beim International Music & Cinema Festival Marseille für No Dogs Allowed.[5]